# 道東観光開発

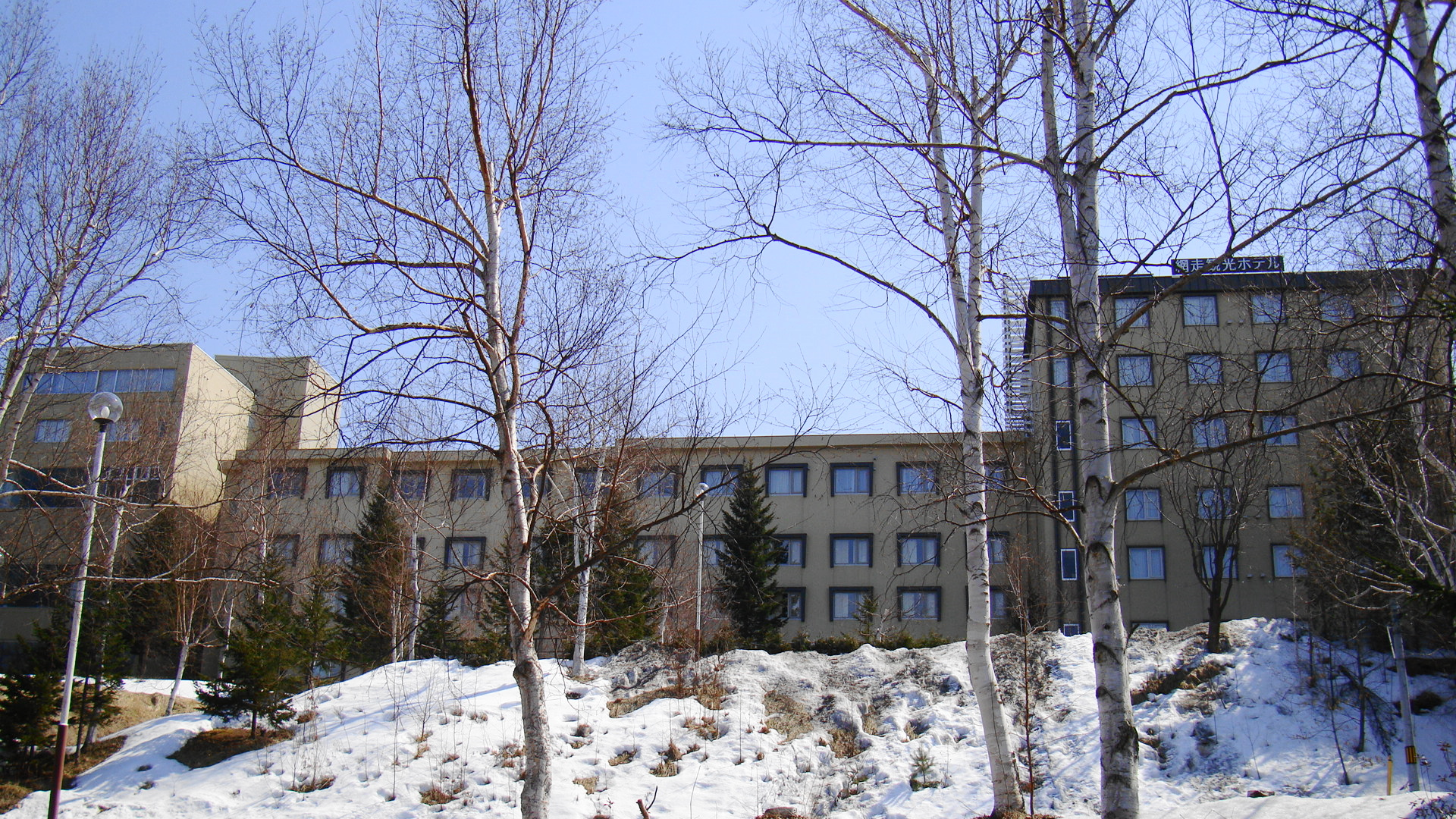
2013年までの本社・網走観光ホテル

道東観光開発株式会社（どうとうかんこうかいはつ）とは、北海道網走市に本社を置き、船舶事業を行う企業である。

## 事業
網走から知床への観光船就航を目的に1961年（昭和36年）に設立され、翌1962年（昭和37年）より就航した。同年には名古屋鉄道が資本参加し名鉄グループ入り。同時期に名鉄傘下となった網走温泉センター（網走観光ホテルの前身）の営業も行うこととなった。
名古屋鉄道保有の株式は2012年（平成24年）4月2日付で北海道網走市に本社を置くタカハシへ譲渡され、約半世紀ぶりに地元資本による運営となった。
事業所は本社、網走営業所、ウトロ営業所があり、本社以外は各観光船営業期間のみ営業を行う。

### 船舶事業
4月下旬 - 10月は斜里郡斜里町で知床観光船、1月中旬 - 3月は網走市で網走流氷観光砕氷船を運航する。
営業開始当初から運航する知床観光船は、かつて網走から出航する定期航路であり羅臼町まで運航した時期もあったが、知床峠開通など道路状況が改善されて以降はウトロ港発着の観光周遊航路で運航される。硫黄山航路（所要時間約1時間30分）と知床岬航路（所要時間約3時間45分）の2航路があるが、状況により短縮される場合がある。
網走流氷観光砕氷船は、1989年（平成元年）に就航計画が発表され、1991年（平成3年）より運航される。所要時間は約60分で流氷の状況により航路を変更するが、1995年（平成7年）に発生した立ち往生事故により運航規定が見直され、状況により短縮される場合がある。
その後2010年代からの団体客の減少・新型コロナウイルスの流行・燃料価格の高騰を踏まえ大型船の削減方針が取られ、1隻のみに縮減する検討もあったものの雇用の維持や新たな観光需要の開拓を見据えて砕氷機能を持たない耐氷構造の小型船の新造を行い、2023年からは大型船「おーろら」と小型船「おーろら3」による2隻体制としている。

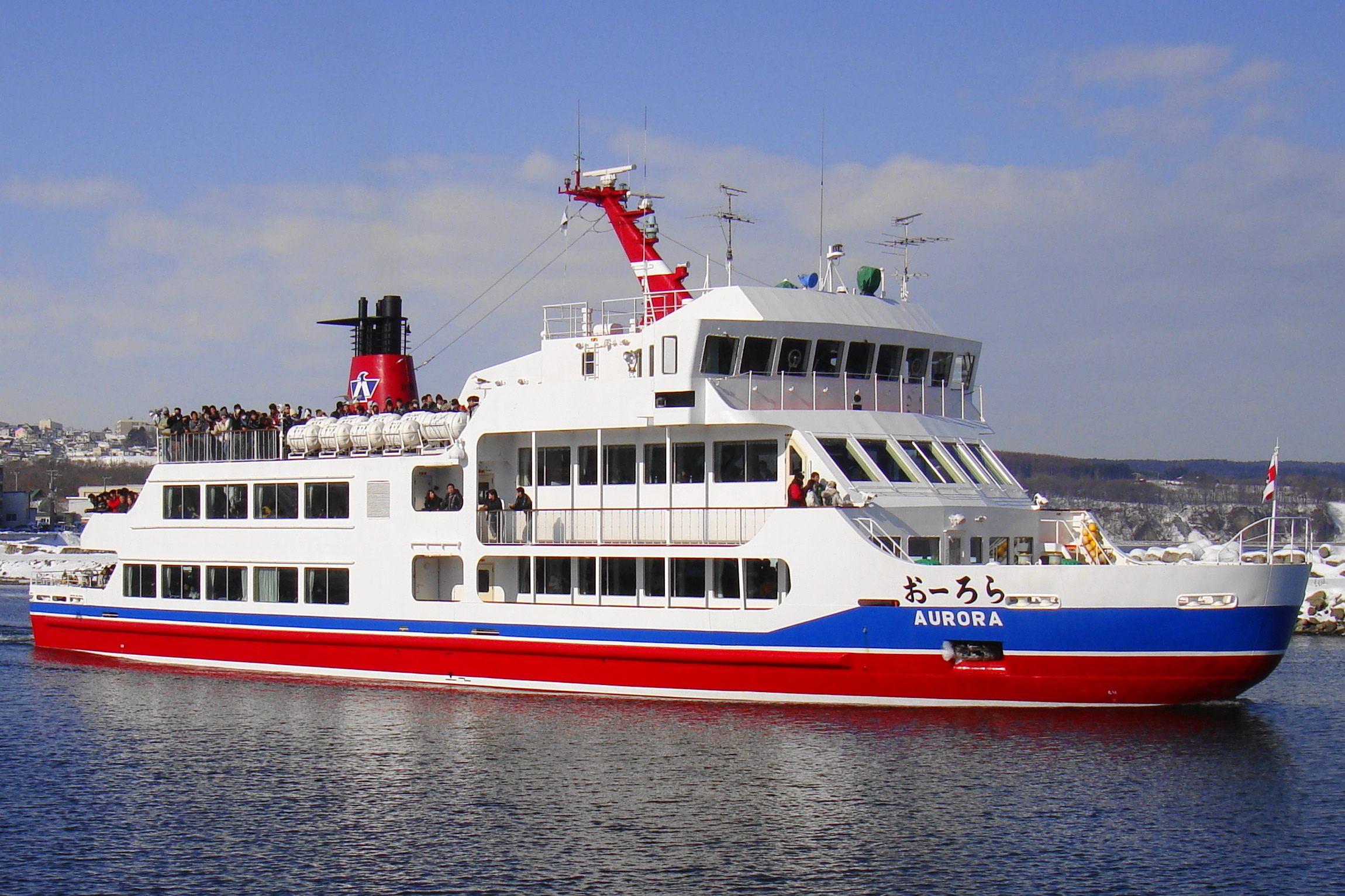
おーろら
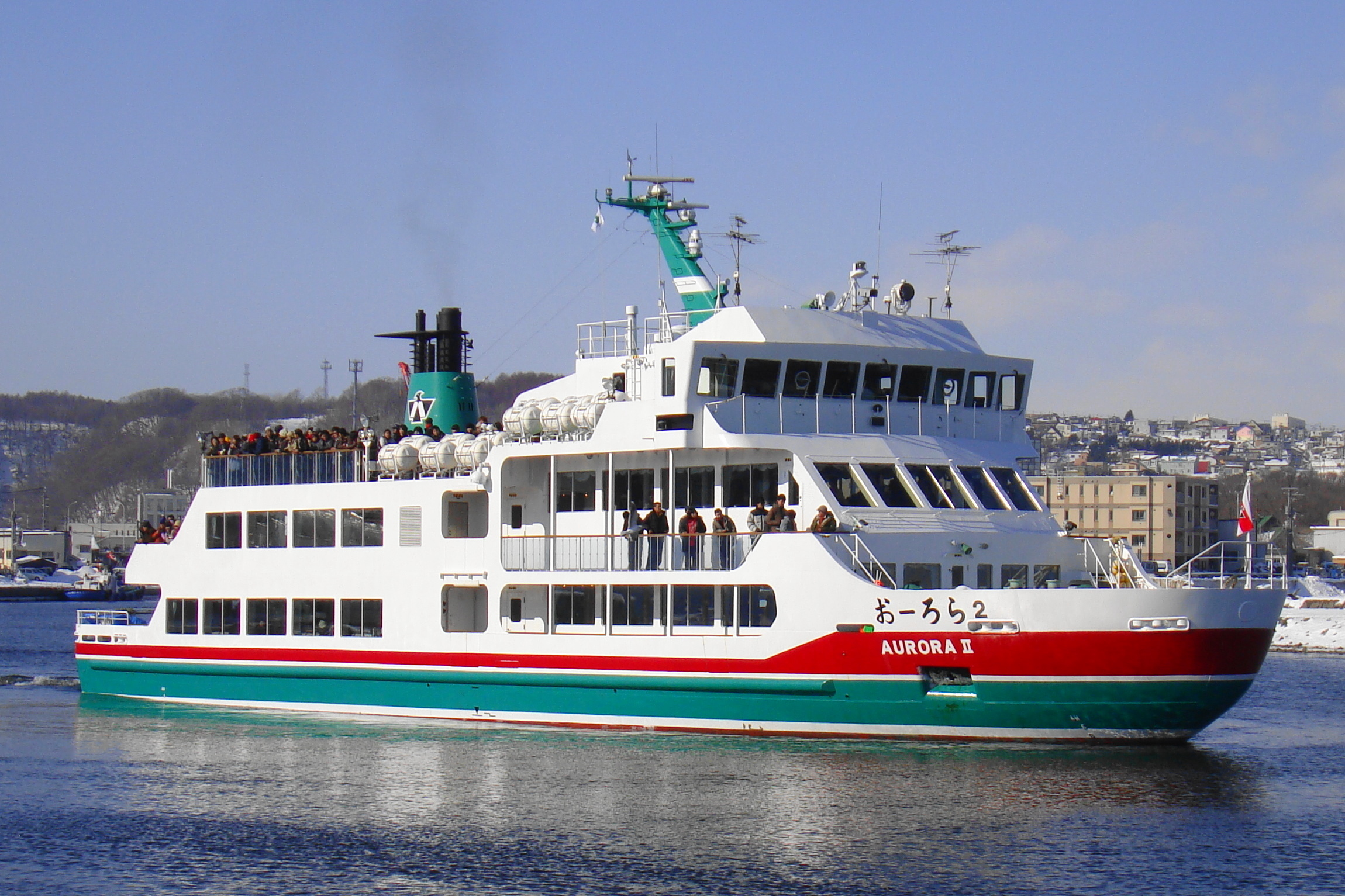
おーろらII

運航船舶
- おーろら[7][8]
  - 1990年竣工、1991年就航。491総トン、全長45.0m、全幅10.0m、出力3,000馬力、最大速力14ノット、氷海速力3ノット。
  - 旅客定員420名、乗組員10名。楢崎造船建造。
- おーろら3[9][10]
  - 2023年竣工・就航。19総トン、全長17.3m、最大速力24ノット
  - 旅客定員71名（冬季30名）、運上船舶工業建造。

過去の船舶
- 第一しれとこ丸[11]
  - 1962年5月竣工。木造。75.60総トン、全長20.50m、型幅4.90m、型深さ2.20m、ディーゼル、機関出力210ps、最大速力10ノット。
  - 旅客定員80名、乗員8名。西井造船建造。
- うとろ[12]
  - 1962年6月竣工。木造。15総トン、ディーゼル、機関出力45ps、航海速力8.4ノット。
  - 旅客定員24名。
- オホーツク[11]
  - 1958年7月竣工。132.86総トン、全長26.86m、型幅5.80m、型深さ2.55m、ディーゼル、機関出力320ps、最大速力12.4ノット。
  - 旅客定員160名、乗員6名。尾道造船建造。もと隠岐汽船「第五隠岐丸」。
- ハマナス[13]
  - 1958年3月竣工。125.10総トン、全長30.33m、型幅5.40m、型深さ2.45m、ディーゼル、機関出力450ps、航海速力11ノット。
  - 旅客定員170名、乗員9名。松浦鉄工造船所建造。もと名鉄海上観光船「三河丸」。
- らうす[14]
  - 1966年6月竣工。123.69総トン、全長32.90m、型幅5.80m、型深さ2.60m、ディーゼル1基、機関出力650ps、航海速力12.2ノット。
  - 旅客定員160名、乗員7名。松浦鉄工造船所建造。北海道離島航路整備・船舶整備公団の共有船（用船）。
- あかん[15]
  - 1958年12月竣工。22.00総トン、ディーゼル、機関出力45ps、航海速力9.0ノット。
  - 旅客定員29名。用船。
- くなしり[16]
  - 1963年4月竣工。116.35総トン、全長31.13m、型幅5.80m、型深さ2.45m、ディーゼル1基、機関出力450ps、航海速力12ノット。
  - 旅客定員210名、乗員8名。下田船渠建造。もと両島運輸「天羽丸」。北海道離島航路整備・船舶整備公団の共有船（用船）。
- エルム[17]
  - 1972年6月竣工。199.08総トン、全長37.90m、型幅6.80m、型深さ2.80m、ディーゼル1基、機関出力1,000ps、航海速力12ノット。
  - 旅客定員350名、乗員9名。下田船渠建造。
- メープル[18]
  - 1974年6月竣工。213.45総トン、全長37.90m、型幅6.80m、型深さ2.79m、ディーゼル1基、機関出力1,000ps、航海速力14.0ノット。
  - 旅客定員350名、乗員9名。安藤鉄工所建造。
- ライラック[18]
  - 1977年5月竣工。215.22総トン、全長38.00m、型幅6.80m、型深さ2.79m、ディーゼル1基、機関出力1,000ps、航海速力13.45ノット。
  - 旅客定員350名、乗員8名。墨田川造船建造。北海道離島航路整備・船舶整備公団の共有船（用船）。
- おーろら2
  - 1995年竣工・就航。489総トン、全長45.0m、全幅10.0m、出力3,000馬力、最大速力14ノット、氷海速力3ノット。
  - 旅客定員420名、乗組員10名。楢崎造船建造。
  - 2022年3月21日引退[19]。

### 飲食事業
網走市中心部で1956年（昭和31年）より営業する寿司店、食事処 寿し安を運営。2015年（平成27年）4月に運営会社である有限会社寿し安の経営危機が表面化し、事業を買収した。

### ホテル事業（廃止）
2013年まで、網走市呼人の網走湖畔温泉にて網走観光ホテルを運営しており、ホテル内に道東観光開発の本社があったが、2013年に横浜市のブリーズベイホテルに売却し運営から撤退している。

## 年表
- 1961年（昭和36年）

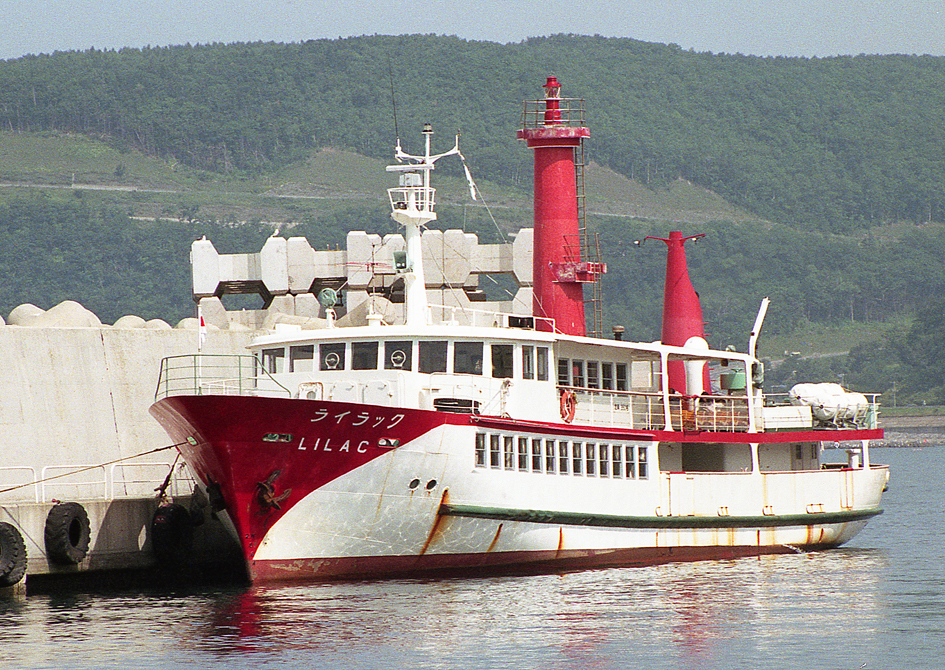
知床観光船 ライラック（1990年）

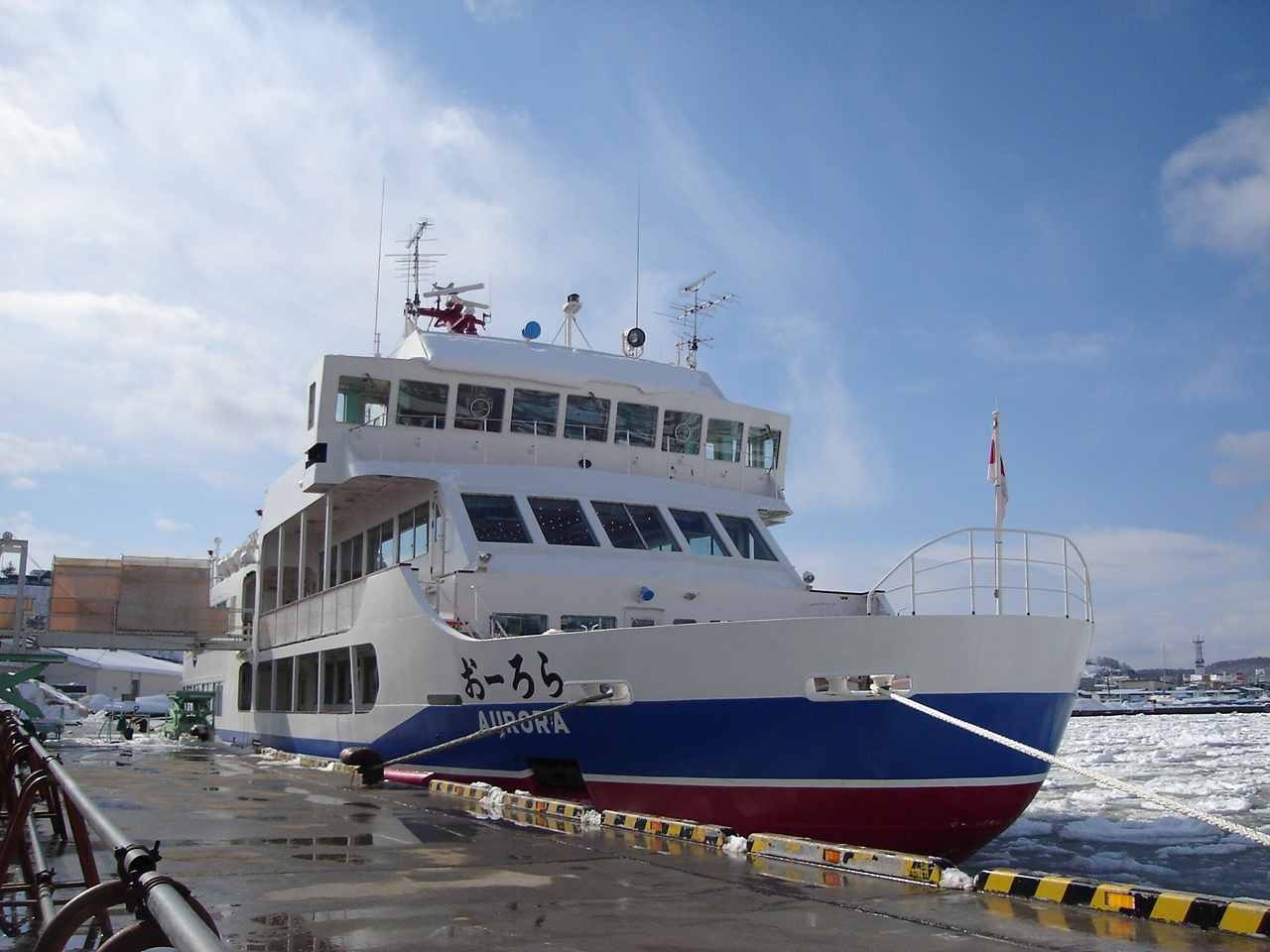
網走港の旧乗り場に停泊中の網走流氷観光砕氷船（2007年）

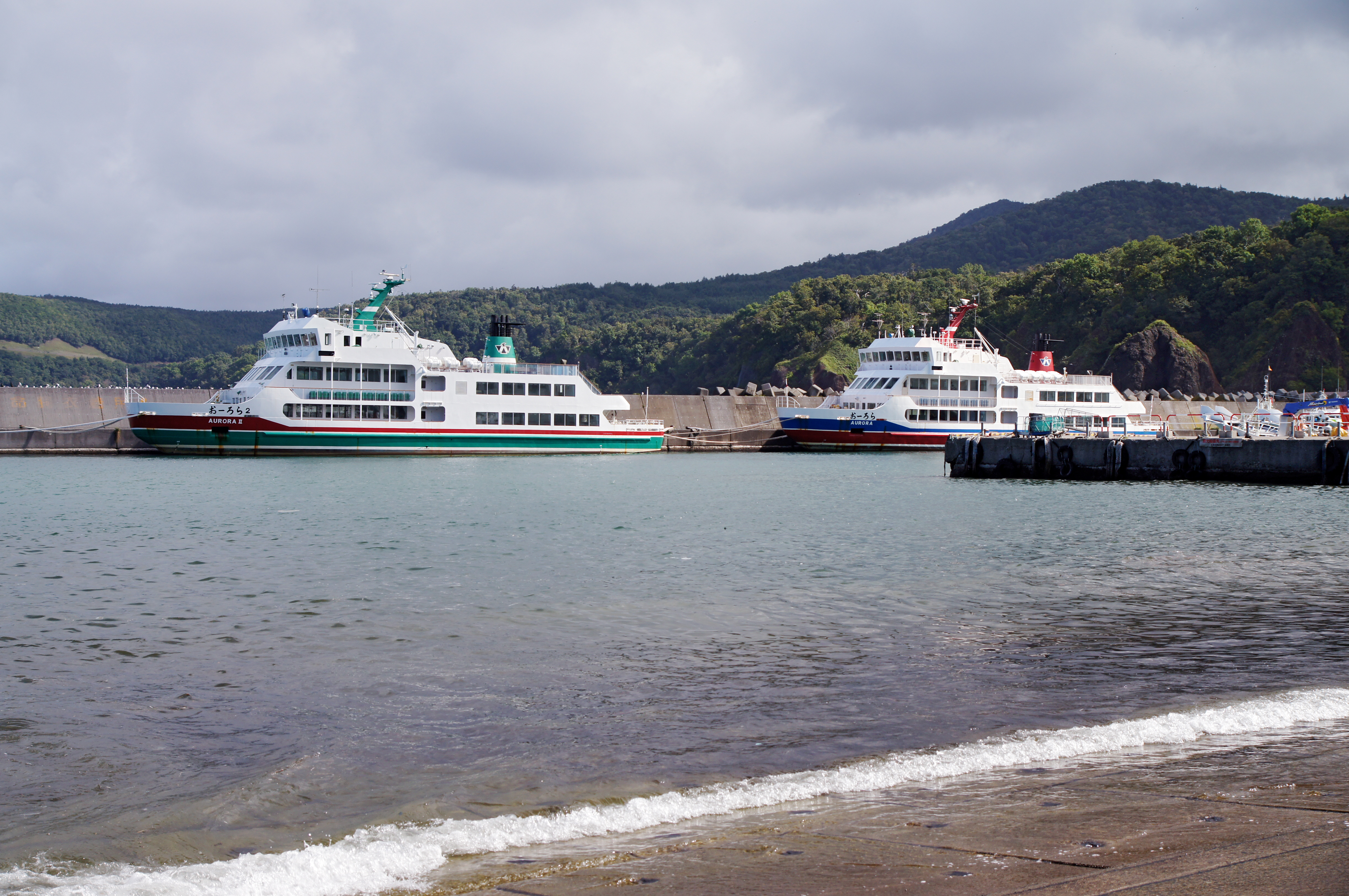
ウトロ港に停泊中の知床観光船（2011年）

  - 10月21日 網走温泉センター営業開始。
  - 12月19日 道東観光開発設立。
- 1962年（昭和37年）
  - 6月28日 網走 - 知床定期観光船「第一しれとこ」就航。
  - 12月28日 名古屋鉄道と資本提携、名鉄グループ入り。網走温泉センターも取得し傘下とする。
- 1963年（昭和38年）6月1日 網走 - 知床定期観光船「オホーツク」就航。
- 1964年（昭和39年）6月1日 網走 - ウトロ - 羅臼定期観光船「はまなす」就航。
- 1989年（平成元年）11月13日 網走流氷観光砕氷船就航計画を発表。
- 1990年（平成2年）
  - 7月30日 建造中の砕氷船名称を「おーろら」と発表。
  - 10月 知床観光船「メープル」退役。
  - 12月19日 「おーろら」入港式挙行。
- 1991年（平成3年）
  - 1月15日 網走市の新成人を乗せて「おーろら」初就航。
- 1994年（平成6年）
  - 1月17日 「第二おーろら（おーろらII）」建造計画を発表。
  - 6月1日 網走名鉄グループ札幌案内所開設。
  - 10月 知床観光船「ライラック」退役。
- 1995年（平成7年）
  - 1月9日 「おーろらII」が網走港に到着。試乗会を経て就航。
  - 2月20日 厚い流氷に航路を阻まれ8時間立ち往生する事故が発生。
- 1998年（平成10年）10月14日 網走観光ホテル直下の源泉掘り当てに成功。
- 2000年（平成12年）2月29日 網走名鉄グループ札幌案内所閉鎖。
- 2009年（平成21年）1月 網走流氷観光砕氷船の発着場所を網走港から網走川に変更。網走営業所を道の駅流氷街道網走内に移転。
- 2012年（平成24年）4月2日 名古屋鉄道が保有する株式をタカハシへ譲渡[2][3][4]。
- 2013年 網走観光ホテルをブリーズベイホテルに売却[21]。
- 2018年・2019年 知床半島西岸で絶滅危惧種のセミクジラと2年連続で遭遇（定期航路船からの2年連続の確認は世界初とされる）[22]
- 2022年 遊覧船「おーろら2」引退[23]。
- 2023年 小型遊覧船「おーろら3」就航。